# ウッドバーン・カンパニー・ストアーズ
ウッドバーン・カンパニー・ストアーズ（英: Woodburn Company Store）は、アメリカ合衆国オレゴン州ウッドバーンにあるアウトレットモール。ポートランドとセイラムの間の州間高速道路5号線沿いに位置し、1999年にオープンした。クレイグ・リアルティ・グループが所有・運営を行なっており、小売スペースの面積は33,000 m2（350,000 ft2）に及ぶ。

## 歴史
1999年8月、2,000万米ドルを費やして22,600 m2（243,000 ft2）の小売スペースを有するウッドバーン・カンパニー・ストアーズがオープンした。2003年11月には6,180 m2（66,500 ft2）のスペースが追加された。2005年11月にはさらに160万米ドルをかけて2,200 ft2（23,700 ft2）のスペースが追加され、ナイキの店舗が入居した。2009年2月には510万米ドルをかけて2,545.7 m2（27,402 ft2）のスペースが追加された。さらなる敷地拡大の計画が、進行中である。
2006年、ウッドバーン・カンパニー・ストアーズは、ある大規模窃盗グループのターゲットとなった。
2007年には戦没将兵追悼記念日（メモリアル・デー）からレイバー・デーまでの期間、「ウッドバーン・アウトレット・エキスプレス」というシャトルバスが、ポートランドのユニオンバンクオブカリフォルニア、ヒルトンホテル、およびレイクオスウィーゴのヒルトンガーデンインと同モールの間に運行した。運賃は往復で20米ドルだった。しかしこの送迎サービスは、試行期間中に需要が小さいことが分かり、早々と中断されるに至った。
アウトレットモールの建設は、すべてのフェーズにおいて、S・D・ディーコン社が請け負っている。

## 詳細
このモールにある店舗として、ナイキ、コロンビア・スポーツウェア（最大のアウトレット店舗）、ブルックスブラザーズ、バナナリパブリック、ポロ・ラルフローレン、ゲス、フォッシルなどがあるほか、観光案内ブースを設置されている。また、無税のショッピングモールとしてはアメリカ西部で最大の規模を誇る。現在ではオレゴン州で最も人気のある観光地の一つとなっており、毎年400万人が買い物に訪れる。

## アンカー店

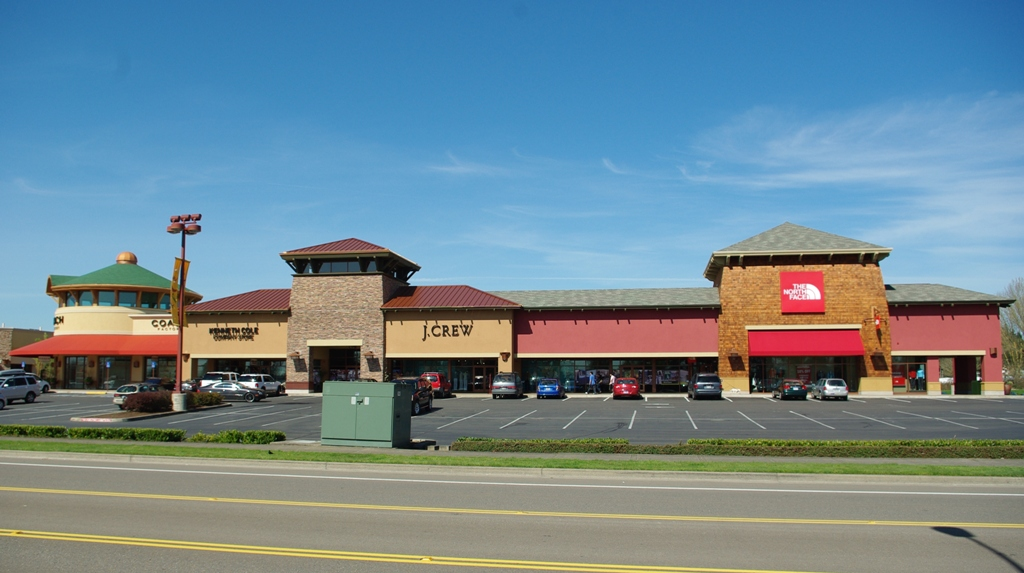
2009年に拡充された北端にある店舗スペース

- アディダス
- アン・テイラー（英語版）（2008年開店）
- バナナリパブリック・ファクトリーストア
- ブルックスブラザーズ・ファクトリーストア
- カルヴァン・クライン
- コロンビア・スポーツウェア（2007年開店）
- エディー・バウアー
- ギャップ・アウトレット
- ゲス
- リーヴァイス＆ドッカーズ（英語版）・アウトレット・バイ・モスト
- ナイキ・ファクトリーストア（2005年開店）
- ポロ・ラルフローレン・ファクトリーストア
- トミーヒルフィガー・カンパニーストア